# Honiara
Honiara è una città di 84 520 abitanti, secondo la stima del 2017, capitale dello stato delle Isole Salomone.
La città è situata sulla costa nord-occidentale dell'isola di Guadalcanal alla foce del fiume Mataniko. La città è stata costruita per sostituire come capitale Tulagi al termine della seconda guerra mondiale, ai margini dell'Aeroporto di Henderson Field che era destinata a diventare il maggior aeroporto del paese oceanico, poi Aeroporto Internazionale di Honiara.

## Storia
Honiara fu proclamata ufficialmente capitale delle Isole Salomone nel 1952.

## Infrastrutture e trasporti

### Porti
La città ha un porto da cui partono i collegamenti marittimi per le altre isole dell'arcipelago.

### Aeroporti
Ad Honiara ha sede l'Aeroporto Internazionale di Honiara.

## Sport

### Eventi
La città ha ospitato tutte le partite della Coppa delle nazioni oceaniane 2012.

## Monumenti e luoghi d'interesse
- Government House
- Parlamento Nazionale: costruito nel 1993 e contraddistinto dalla caratteristica copertura conica.
- Giardini botanici: dove c'è una ricca collezione di orchidee locali.
- Villaggio culturale melanesiano: si trova lungo l'arteria principale della città, la Mendana Avenueche ed espone accanto a giardini ed al mare ricostruzioni delle tipiche case della tradizione delle Isole Salomone.

Vari monumenti ricordano la cruenta battaglia che si combatté a Guadalcanal nel corso della seconda guerra mondiale, in particolare:
- Japanese Peace Memorial: posto sul monte Austin, dal quale si può ammirare il panorama della capitale.

## Clima
| Honiara             | Mesi | Mesi | Mesi | Mesi | Mesi | Mesi | Mesi | Mesi | Mesi | Mesi | Mesi | Mesi | Stagioni | Stagioni | Stagioni | Stagioni | Anno  |
| Honiara             | Gen  | Feb  | Mar  | Apr  | Mag  | Giu  | Lug  | Ago  | Set  | Ott  | Nov  | Dic  | Inv      | Pri      | Est      | Aut      | Anno  |
| ------------------- | ---- | ---- | ---- | ---- | ---- | ---- | ---- | ---- | ---- | ---- | ---- | ---- | -------- | -------- | -------- | -------- | ----- |
| T. max. media (°C)  | 30,7 | 30,5 | 30,5 | 30,8 | 30,7 | 30,4 | 30,1 | 30,1 | 30,4 | 30,8 | 30,7 | 30,9 | 30,7     | 30,7     | 30,2     | 30,6     | 30,6  |
| T. min. media (°C)  | 23,5 | 23,4 | 23,2 | 23,2 | 22,9 | 22,3 | 22,0 | 21,9 | 22,1 | 22,3 | 22,8 | 23,2 | 23,4     | 23,1     | 22,1     | 22,4     | 22,7  |
| Precipitazioni (mm) | 295  | 292  | 331  | 209  | 131  | 90   | 102  | 96   | 96   | 140  | 155  | 216  | 803      | 671      | 288      | 391      | 2 153 |

## Economia

### Turismo
Popolari come luogo di ritrovo tra la popolazione ed i turisti sono lo Yacht Club e il terrazzo del Solomon Kitano Mondana Hotel.
Nel novembre 2024 è stata scoperta una colonia di polipi corallini fra le più grandi al mondo, tre volte più grande di quella che deteneva il precedente record mondiale di dimensioni. La colonia è grande 34 metri (larghezza), 32 m (lunghezza) e 5.5 m (altezza), con una circonferenza di 183 metri.

## Cultura

### Istruzione

#### Università
Honiara ospita l'Università del Pacifico delle Isole Salomone.

### Musei
- Museo Nazionale: espone manufatti della cultura dell'arcipelago.